# Монахов, Сергей Александрович
Сергей Александрович Монахов (род. 20 мая 1991, Коммунар) — российский хоккеист, нападающий.

## Биография
Воспитанник петербургского клуба «Торнадо». Начал профессиональную карьеру в 2006 году в составе клуба Первой лиги ХК «Питер». За два года провёл 33 матча, набрав 15 (8+7) очков. Сезон 2008/09 отыграл в фарм-клубе петербургского СКА, после чего присоединился к команде только что созданной Молодёжной хоккейной лиги «СКА-1946». В сезоне 2009/10 набрал 50 (28+22) очков в 70 матчах, после чего стал игроком клуба ВХЛ ХК ВМФ, в составе которого в дебютном сезоне лиги в 64 играх отметился 19 (12+7) результативными баллами.
Сезон 2011/12 также начал в ВХЛ, 20 декабря 2011 года в выездном матче против ЦСКА он дебютировал в Континентальной хоккейной лиге, а уже два дня спустя в игре с попрадским «Львом» он забросил свою первую шайбу в КХЛ.
23 мая 2013 г. в результате крупного обмена стал игроком череповецкой «Северстали».

## Статистика
| Легенда | Легенда                    | Легенда | Легенда                   | Легенда | Легенда    |
| ------- | -------------------------- | ------- | ------------------------- | ------- | ---------- |
| И       | Количество проведённых игр | Штр     | Штрафное время            | +/−     | Плюс-минус |
| Г       | Голы                       | П       | Голевые передачи          | О       | Очки       |
| -       | Статистика неизвестна      | —       | Статистика не учитывалась |         |            |

### Клубная карьера
- a В этом сезоне в «Плей-офф» учитывается статистика игрока в Кубке Надежды.